# Last Fair Deal Gone Down
Pour l'album de Katatonia, voir Last Fair Deal Gone Down (album).
Singles de Robert Johnson
Terraplane Blues / Kind Hearted Woman Blues
(1937) I Believe I'll Dust My Broom / Dead Shrimp Blues
(1937)
Last Fair Deal Gone Down est une chanson du chanteur de blues Robert Johnson. Elle est enregistrée lors de sa première session au Gunter Hotel à San Antonio, Texas, le 23 novembre 1936. La chanson est éditée en single par Vocalion le 10 février 1937, en face B de 32-20 Blues. Ce single est également publié par les labels Perfect (900 copies) et Oriole (60 copies) en avril 1937. Ce titre est inclus dans la première réédition des chansons de Johnson en 1961, King of the Delta Blues Singers (Columbia). En 1990, on le retrouve sur le coffret 2 CD The Complete Recordings, et en 2000 dans la compilation Harry Smith's Anthology of American Folk Music, Vol. 4.
Les paroles racontent des scènes de jeu, de travail et de romance à bord du  Gulf and Ship Island Railroad, une ligne de chemin de fer du Mississippi. L'expression Deal go down provient d'un jeu de cartes appelé Georgia Skin. Ce jeu d'argent a inspiré bien d'autres chansons de blues (Bukka White, Peg Leg Howell, Memphis Minnie, The Mississippi Sheiks, Jelly Roll Morton etc.).
Le groupe de metal suédois Katatonia utilise le titre de la chanson pour son cinquième album en 2011.

## Reprises
Plusieurs artistes ont interprété cette chanson, parmi lesquels on peut citer notamment :
- Taj Mahal et Ry Cooder au sein du groupe Rising Sons vers 1965-1966, paru sur l'album Rising Sons Featuring Taj Mahal and Ry Cooder (1992)
- Keb' Mo' sur l'album Just Like You (1996)
- Peter Green sur l'album The Robert Johnson Songbook (1998)
- Eric Clapton sur l'album Me and Mr. Johnson (2004)
- Beck sur The Harry Smith Project - Anthology of American Folk Music Revisited (2006)
- Todd Rundgren sur l'album Todd Rundgren's Johnson (2011)